# Trichogramma agrotidis
Trichogramma agrotidis is een vliesvleugelig insect uit de familie Trichogrammatidae. De wetenschappelijke naam is voor het eerst geldig gepubliceerd in 1982 door Voegelé & Pintureau.